# Polysoma eumetalla
Polysoma eumetalla är en fjärilsart som först beskrevs av Edward Meyrick 1880.  Polysoma eumetalla ingår i släktet Polysoma och familjen styltmalar. Inga underarter finns listade i Catalogue of Life.